# Сашо Паргов
Сашо Милчов Паргов е български футболист, нападател. Голмайстор №1 в историята на Марек (Дупница) със 167 шампионатни гола.

## Биография
Паргов е родом от Бобошево, но още докато е в детска възраст родителите му се местят в Дупница. Включен е в първия състав на Марек (Дупница) през 1964 г., където играе през следващите 17 сезона.
Паргов е на първо място по голове във вечната ранглиста на Марек, както в А група, така и в Б група. Общо изиграва 465 шампионатни мача, в които бележи 167 попадения – 289 мача със 72 гола в елита и 176 мача с 95 гола във втория ешелон. Двукратен голмайстор на Южната Б група. През сезон 1967/68 бележи 21 попадения, а през 1972/73 се разписва 27 пъти. Дългогодишен капитан на отбора.
С Марек е бронзов медалист в А група през 1976/77, както и носител на националната купа през 1977/78. Има 6 мача с 2 гола в евротурнирите – 4 мача с 2 гола в Купата на УЕФА и 2 мача в Купата на носителите на купи. На 14 септември 1977 г. бележи историческия дебютен гол за Марек в евротурнирите при домакинската победа с 3:0 срещу унгарския Ференцварош. На 2 ноември същата година реализира втория гол във вратата на легендарния Сеп Майер при успеха с 2:0 срещу Байерн (Мюнхен). Приключва кариерата си на 35-годишна възраст през 1981 г. Впоследствие работи като треньор в клуба.
Умира на 20 юли 2025 година, след като месец преди това постъпва в болница, след прекаран инсулт.

## Успехи
Марек (Дупница)
- Национална купа:
  -  Носител: 1977/78